# Keegan Allen
Pour les articles homonymes, voir Allen.
Keegan Phillip Allen (né le 22 juillet 1989 dans le comté de Los Angeles) est un acteur, musicien et photographe américain.
Il est surtout connu pour avoir tenu le rôle de Toby Cavanaugh dans la série dramatique, Pretty Little Liars, de  (2010-2017) puis celui de Liam Walker dans la série télévisée Walker (2021-).

## Biographie

### Enfance et formation
Né en Californie du Sud, Keegan Allen est le fils unique de Phillip R. Allen (en).

### Carrière
Très jeune, Keegan Allen se passionne pour la photographie, la cinématographie et autres fonctions derrière la caméra. Ce n'est qu'à l'âge de 13 ans qu'il décide de devenir acteur, en faisant une brève apparition dans un documentaire animalier. Dès lors, il fait une apparition dans le court-métrage, Small Emergencies. Après une longue pause, Keegan Allen apparaît dans un épisode de la série Big Time Rush en 2010, à l'âge de 21 ans.
Peu de temps après, il a eu le rôle récurrent de Toby Cavanaugh, le petit-ami de Spencer Hastings (Troian Bellisario), dans la série dramatique, Pretty Little Liars adaptée des romans Les Menteuses de Sara Shepard - diffusée sur ABC Family de juin 2010 à juin 2017.
Entre 2011 et 2013, il a joué dans Les Experts et I Hate My Teenage Daughter. Il travaille ensuite sur trois films produits ou réalisés par James Franco : Bukowski (fa) (dont la sortie est repoussée), The Sound and the Fury et King Cobra.
Le 5 février 2020, il a été annoncé qu'il avait été choisi pour tenir l'un des rôles principaux dans la série Walker, reboot de la série télévisée Walker, Texas Ranger aux côtés de Jared Padalecki et Lindsey Morgan,,. Il y incarne Liam Walker, le frère de Cordell Walker incarné par Chuck Norris de 1993 à 2001 dans la série originale. La série développée par Anna Fricke (en) est diffusée depuis 2021 sur The CW.

## Filmographie

### Cinéma

#### Longs métrages
- 2013 : Palo Alto de Gia Coppola : Archie "Skull"
- 2014 : The Sound and the Fury de James Franco
- 2016 : King Cobra de Justin Kelly : Harlow
- 2016 : Bukowski (fa) de James Franco : Jimmy Haddox
- 2016 : Les Insoumis (In Dubious Battle) de James Franco : Keller
- 2017 : Actor Anonymous de Melanie Aitkenhead, Abi Damaris Corbin... : Trey
- 2020 : No Escape (Follow Me)  de Will Wernick: Cole Turner
- 2020 : Zeroville de James Franco

#### Courts métrages
- 2002 : Small Emergencies de Scott Corbett : le fils de Parakeet Owner
- 2010 : As a Last Resort de Constantinos Isaias : un chauffeur

### Télévision

#### Séries télévisées
- 2010 : Big Time Rush : un mannequin (saison 1, épisode 11)
- 2010-2017 : Pretty Little Liars : Toby Cavanaugh (rôle récurrent - 89 épisodes)
- 2011 : Les Experts : Max Ferris (saison 11, épisode 16)
- 2013 : I Hate My Teenage Daughter : Jake (saison 1, épisode 11)
- 2015 : Young & Hungry : Tyler (saison 2, épisode 12)
- 2016 : Youthful Daze : Kyle (1 épisode)
- 2017 : Major Crimes : Aiden Reed (saison 5, épisode 21)
- 2019 : What/If : Billy (saison 1 épisode 6)
- 2021-2024 : Walker : Liam Walker (rôle principal)

#### Téléfilms
- 2014 : Initiation mortelle (The Hazing Secret) de Jonathan Wright : Trent Rothman
- 2017 : La reine de la déco (A Moving Romance) de W.D. Hogan : Scott Norrell

## Distinctions
| Année | Cérémonie          | Catégorie                                 | Travail Récompensé  | Résultat   |
| ----- | ------------------ | ----------------------------------------- | ------------------- | ---------- |
| 2011  | Teen Choice Awards | Meilleur acteur de l'été dans une série   | Pretty Little Liars | Nomination |
| 2013  | Teen Choice Awards | Meilleur acteur de l'été dans une série   | Pretty Little Liars | Lauréat    |
| 2013  | TV Guide Awards    | Vilain préféré avec Janel Parrish         | Pretty Little Liars | Nomination |
| 2014  | Teen Choice Awards | Meilleur acteur dans une série dramatique | Pretty Little Liars | Nomination |
| 2015  | Teen Choice Awards | Meilleur acteur dans une série dramatique | Pretty Little Liars | Nomination |
| 2016  | Teen Choice Awards | Meilleur acteur dans une série dramatique | Pretty Little Liars | Nomination |